# Cautinella
Cautinella Millidge, 1985 è un genere di ragni appartenente alla famiglia Linyphiidae.

## Etimologia
Il nome deriva dalla provincia di Cautín, nel Cile, finora unica zona di rinvenimento degli esemplari, e dal suffisso diminutivo -ella, per le piccole dimensioni.

## Distribuzione
L'unica specie oggi attribuita a questo genere è stata rinvenuta in Cile, nella Provincia di Cautín, alle falde del vulcano Villarrica.

## Tassonomia
A maggio 2011, si compone di una specie:
- Cautinella minuta Millidge, 1985[4] — Cile